# Derramamento de petróleo durante a Guerra do Golfo

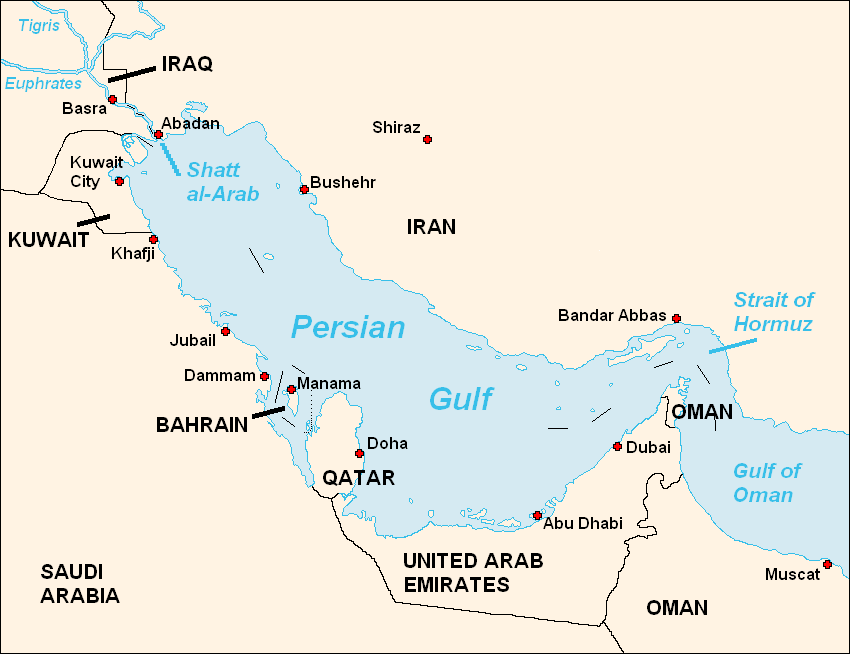
Mapa mostrando o Golfo Pérsico e os países que o cercam

O derramamento de petróleo durante a Guerra do Golfo, ou derramamento de petróleo no Golfo Pérsico, foi um dos maiores derramamentos de petróleo da história, resultante da Guerra do Golfo em 1991. Em janeiro de 1991, as forças iraquianas começaram a despejar petróleo no Golfo Pérsico para impedir um pouso na água pela coalizão liderada pelos Estados Unidos em suas costas. Apesar das estimativas iniciais bastante altas, o derramamento provavelmente foi de cerca de 4.000.000 barris estadunidenses (480.000 m3). Nos meses seguintes ao derramamento, a maior parte da limpeza foi direcionada à recuperação de petróleo e muito pouca limpeza foi feita nas praias altamente afetadas da Arábia Saudita. Um estudo inicial em 1993 descobriu que o derramamento não terá consequências ambientais a longo prazo, mas muitos estudos desde 1991 concluíram o contrário, alegando que o derramamento é responsável por danos ambientais aos sedimentos costeiros e espécies e ecossistemas marinhos. Considerado um ato de terrorismo ambiental, o derramamento foi uma manobra política que teve implicações para a Guerra do Golfo e prejudicou temporariamente o Kuwait e a Arábia Saudita.

## Contexto
O derramamento de petróleo foi um resultado direto da Guerra do Golfo que ocorreu de 1990-1991. A guerra – travada entre o Iraque, sob o comando de Saddam Hussein, e as forças da Coalizão – começou com a invasão e ocupação do Kuwait pelo Iraque em 2 de agosto de 1990. A invasão foi resultado de disputas territoriais e petrolíferas de longa data. Vários meses depois da guerra, as forças da Coalizão lideraram ataques contra as forças armadas iraquianas no Iraque e no Kuwait em 16 de janeiro de 1991. Quase uma semana depois, as forças iraquianas rebateram esses ataques despejando petróleo no Golfo Pérsico, resultando em uma enorme maré negra. De acordo com o Secretário da Energia dos Estados Unidos James D. Watkins, os militares estadunidenses já se prepararam para tal ação, pois Saddam Hussein havia ameaçado anteriormente despejar petróleo no Golfo Pérsico.